# Bazzania bhutanica
Bazzania bhutanica là một loài rêu tản thuộc họ Lepidoziaceae. Đây là loài đặc hữu của Bhutan. Môi trường sống tự nhiên của chúng là rừng khô nhiệt đới hoặc cận nhiệt đới. Chúng hiện đang bị đe dọa vì mất môi trường sống.